# Рудник Каульди
Рудник Каульди — гірничодобувний майданчик на сході Узбекистану.
Золоторудне родовище Каульди виявили у 1960-х роках та ввели в розробку вже наступного десятиліття. Рудник належав до Ангренського рудоуправління Алмалицького гірничо-металургійного комбінату, а його продукція відправлялась на запущену в 1973-му Ангренську фабрику вилучення золота. У 1977-му рудник Каульди вийшов на свою проєктну потужність у 100 тисяч тонн руди на рік.
Розробка ведеться підземним способом із використанням транспортних ухилів.
Станом на кінець 2000-х склад руди з Каульди не задовольняв вимогам фабрики в Ангрені, тому вона відправлялась на мідеплавильний завод Алмалицького ГМК для використання як золотовмісний флюс при конвертуванні штейнів.